# کرکلند ۱۹۵۸۹
سیارک ۱۹۵۸۹ (به انگلیسی: 19589 Kirkland، نامگذاری:1999NZ14) نوزده هزار و پانصد و هشتاد و نهمین سیارک کشف شده‌است که در ۱۴ ژوئیه ۱۹۹۹ کشف شد.
قدر مطلق سیارک برابر ۱۷.۰ است.